# Liste der Monuments historiques in La Jonchère
Die Liste der Monuments historiques in La Jonchère führt die Monuments historiques in der französischen Gemeinde La Jonchère auf.

## Liste der Bauwerke
| Bezeichnung                | Beschreibung    | Standort | Kennzeichnung | Schutzstatus | Datum | Bild           |
| -------------------------- | --------------- | -------- | ------------- | ------------ | ----- | -------------- |
| Hosianna-Kreuz             | 17. Jahrhundert | (Lage)   | PA00132712    | Classé       | 1994  | weitere Bilder |
| Kirche St-Martin-de-Vertou | 17. Jahrhundert | (Lage)   | PA00110314    | Inscrit      | 1992  | weitere Bilder |